# Национальный день памяти жертв Холокоста в Литве

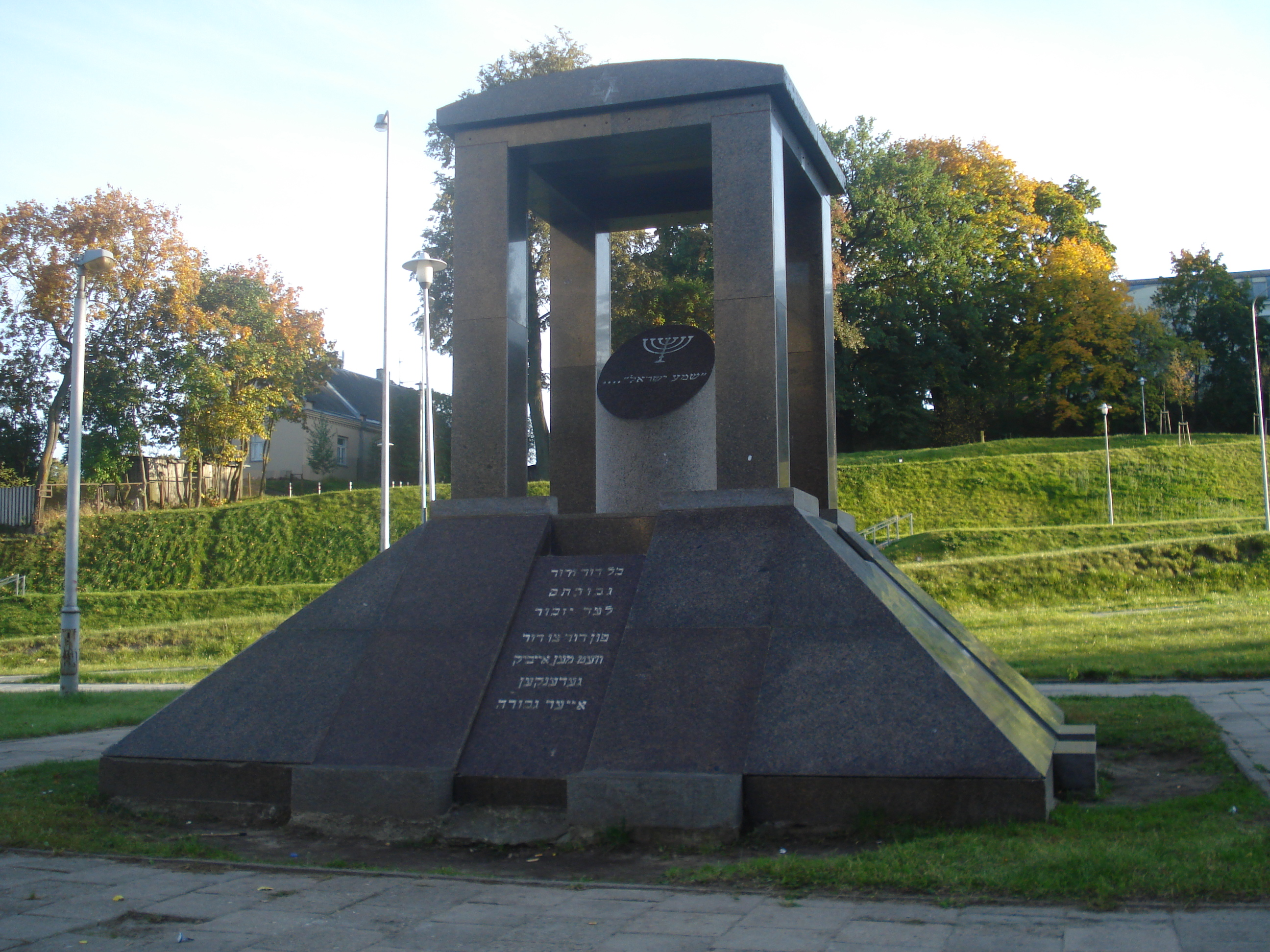
Мемориал жертвам Холокоста, Вильнюс

Национальный день памяти жертв Холокоста в Литве (лит. Lietuvos žydų genocido diena) — памятная мемориальная дата, отмечаемая ежегодно 23 сентября с 1994 года. Дата приурочена ко дню с ликвидации Вильнюсского гетто в 1943 году.
История евреев Литвы насчитывает около 700 лет, а с XVII века Вильнюс называли Северным Иерусалимом. До начала Второй мировой войны еврейское население составляло более 10 % от общего населения Литвы, а Вильнюс был центром еврейской культуры. В сентябре 1941 года было создано Вильнюсское гетто. За время Холокоста в Литве уничтожили до 95—96 % евреев.
2013 год был объявлен в Литве Годом памяти Вильнюсского гетто. 70-летие со дня ликвидации гетто отмечалось 23—24 сентября. Между тем в Музее жертв геноцида на центральном проспекте Гедиминаса в Вильнюсе Холокост вообще не упоминается.
В этот день имена и фамилии жертв Холокоста в Литве зачитываются в Вильнюсской хоральной синагоге. Между тем председатель Еврейской общины Литвы Фаина Куклянски отмечает, что внимание к этому дню со стороны государственных структур недостаточно.